# بیلی پرایس (بازیکن فوتبال، زاده ۱۹۳۴)
بیلی پرایس (انگلیسی: Billy Price; ۵ اکتبر ۱۹۳۴ – ۲۰۰۴ (۶۹−۷۰ سال)) بازیکن فوتبال اهل بریتانیا بود.
از باشگاه‌هایی که در آن بازی کرده‌است می‌توان به باشگاه فوتبال سلتیک و باشگاه فوتبال فالکیرک اشاره کرد.
وی همچنین در تیم ملی فوتبال زیر ۲۳ سال اسکاتلند بازی کرده‌است.